# Accord de libre-échange entre le Mexique et l'Uruguay
L'accord de libre-échange entre le Mexique et l'Uruguay est un accord de libre-échange signé le 15 novembre 2003 et entré en application le 15 juillet 2004,.